# Hernán Terrazas Céspedes
Hernán Terrazas Céspedes (Cochabamba, 3 de diciembre de 1926-La Paz, Bolivia, 6 de noviembre de 2020) fue un militar boliviano que tuvo participación destacada en la era de las dictaduras en Bolivia.Al principio de su carrera militar estuvo destinado en el regimiento Rocha y, como segundo teniente, formó parte de las líneas rebeldes en Incahuasi durante la guerra civil de 1949 en Bolivia. Fue alcalde de Cochabamba durante los últimos años de las dictaduras militares.
Sirviendo como agregado militar y encargado de negocios en la Alemania Occidental a principios de la década de 1960, Terrazas era un oficial de inteligencia en plena guerra Fría. Entrenado con el riguroso plan de estudios de la Escuela de las Américas, su área de especialización era la guerra nuclear. Al graduarse de esta institución, también presidió varias clases e instruyó a otros oficiales militares latinoamericanos en contrainsurgencia. El gobierno de los Estados Unidos entrenaba a oficiales como Terrazas para reprimir y combatir posibles quintas columnas comunistas que podrían formarse en América del Sur con el respaldo de la Unión Soviética.
Al regresar a Bolivia después del ascenso de René Barrientos, Terrazas continuó su carrera militar y ocupó puestos en varias agencias de inteligencia, la mayoría de las cuales contaban con el respaldo de la Agencia Central de Inteligencia. Como tal, Terrazas tuvo un papel más burocrático en la captura de Che Guevara. Gary Prado Salmón empleó tácticas de la Escuela de las Américas y recibió directivas de la oficina de Terrazas, ya que era su superior, al perseguir y finalmente capturar a Guevara. Aunque Terrazas no tuvo un papel activo en la captura y muerte eventual de Guevara, como jefe de fuerzas especiales fue desplegado por órdenes del presidente Barrientos en las cercanías de La Higuera para asegurar que la guerrilla estuviera aislada de ayuda externa. Para 1971, Hugo Banzer había tomado el poder y Terrazas finalmente fue ascendido al rango de general de brigada por este régimen recién instaurado. Durante el llamado Banzerato, Terrazas realizó varias misiones diplomáticas en Argentina, Brasil y Perú. Ascendido a general de división, se le dio el mando de la 4.ª división del Ejército boliviano, estacionada en Camiri. Después de la caída de Banzer, Terrazas se desempeñó brevemente como Alcalde de Cochabamba antes de retirarse a la vida privada.

## Primeros años y carrera militar

### Nacimiento y familia

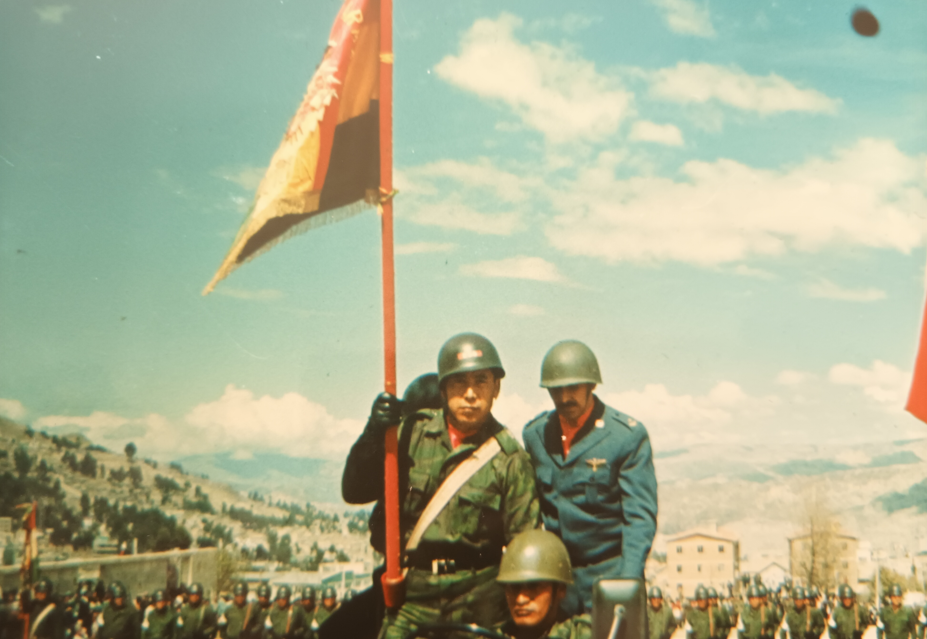
El coronel Terrazas, abanderado de las Fuerzas Armadas.

Nacido en la ciudad de Cochabamba, Departamento de Cochabamba, el 3 de diciembre de 1926, fue hijo de Eugenio Terrazas Tapia y Octavia Céspedes Ugarte. Los Terrazas eran una destacada y adinerada familia terrateniente radicada en Cochabamba y el departamento de Santa Cruz. Sus tierras se encontraban en Mizque, Tarata, Anzaldo, y Pojo en el Departamento de Cochabamba y también una hacienda en Padilla, Departamento de Chuquisaca. Su familia vivía en Torotoro, donde fue criado. A una edad temprana, se trasladó a La Paz con su hermano mayor Manuel, veterano de la Guerra del Chaco. Se unió al Colegio Militar del Ejército, Coronel Gualberto Villarroel López en 1941. Su carrera militar comenzó allí, donde fue compañero de clase del futuro presidente Hugo Banzer. Terrazas se graduó en 1947 con el rango de segundo teniente.

### Graduación y la Guerra Civil de 1949
Poco después de que su carrera militar acabara de comenzar, Bolivia se encontró en un momento de caos. Tras el brutal linchamiento del presidente Gualberto Villarroel en 1946, los oligarcas de la nación intentaron marginar al Movimiento Nacionalista Revolucionario (MNR) y deshacer las reformas llevadas a cabo por los regímenes militares socialistas desde la presidencia de Germán Busch.
La represión que siguió alcanzaría su punto culminante en la llamada guerra civil de 1949. Entre los rebeldes, Terrazas apoyó al MNR y participó en la revuelta en Incahuasi. La rebelión fue finalmente aplastada y, junto con muchos otros, Terrazas fue encarcelado. Aunque la rebelión había llegado a su fin, el dominio de la oligarquía sobre el país seguía siendo inestable.
Para 1951, el MNR estaba nuevamente causando problemas al gobierno. El presidente Mamerto Urriolagoitía, en un intento de lidiar con el malestar civil y las intrigas militares, instaló al General Hugo Ballivián como su sucesor en un autogolpe conocido como el “Mamertazo.” Terrazas, que era un firme partidario del MNR, se unió al complot contra el nuevo gobierno que, a principios de 1952, estaba cobrando impulso. El gobierno y su lucha por legitimidad culminaron en la Revolución Nacional Boliviana de 1952. Los ecos del golpe de Estado de 1949 resonaron en los eventos de 1952. Terrazas, miembro del partido, apoyó el derrocamiento del régimen. Finalmente, la antigua república oligárquica fue derrocada y el MNR llegó al poder. Los eventos de 1952 impulsarían la carrera de Terrazas a nuevas alturas y lo llevarían a ocupar altos cargos en el futuro. 

### El triunfo del MNR y Paz Estenssoro

El general Terrazas durante una visita de Estado en Brasil.

Como miembro leal del MNR incluso antes del golpe de Estado en 1949, Terrazas apoyó las políticas del liderazgo del partido. Víctor Paz Estenssoro y Hernán Siles Zuazo, las principales figuras del MNR, acordaron unirse a la Alianza para el Progreso, que fue el resultado del creciente influjo estadounidense en América Latina. Como resultado, el ejército boliviano entró en la esfera de influencia de la Escuela de las Américas. Terrazas, al igual que muchos otros oficiales militares latinoamericanos, era egresado e instructor de esta institución. En 1961, mientras ostentaba el rango de Mayor, se convirtió en instructor del programa de la Escuela sobre guerra nuclear. Terrazas era un experto en este tema en Bolivia y viajaba a la Zona del Canal de Panamá, la ubicación original de la Escuela de las Américas antes de su expulsión en 1984, para impartir clases y participar en seminarios. 

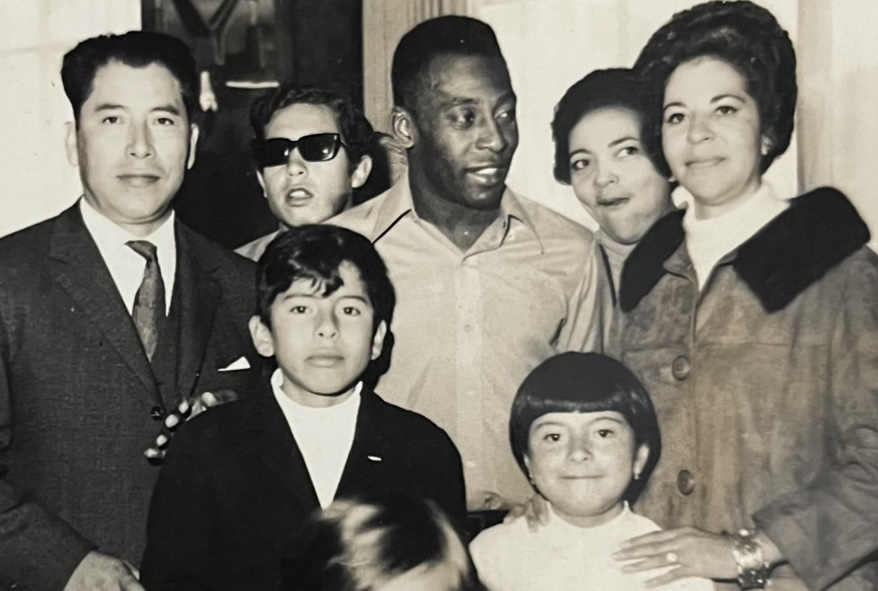
Gral. Hernán Terrazas con su familia y Pelé en el Hotel Copacabana (1970).

A finales de la década de 1950 y principios de la de 1960, Terrazas se desempeñó como edecán del Presidente Paz Estenssoro. Como tal, estuvo presente en varias ceremonias importantes, recepciones diplomáticas y delegaciones extranjeras. Por ejemplo, estuvo presente cuando el Príncipe Felipe, Duque de Edimburgo, visitó Bolivia. Además, acompañó a Paz Estenssoro durante una visita de Estado a Venezuela, en ese momento bajo la presidencia de Rómulo Betancourt. Como miembro de confianza de la comitiva presidencial, Terrazas fue enviado finalmente a Alemania Occidental como agregado militar en 1962. Esto constituyó su entrada al mundo de la política y la diplomacia.
Cuando Paz Estenssoro fue derrocado en 1964, Terrazas regresó a Bolivia y fue ascendido al rango de coronel. Después de su ascenso a este rango, Terrazas se desempeñó como representante de las Fuerzas Armadas Bolivianas ante la Corporación de Desarrollo del Departamento de Oruro. Bajo su supervisión, se desarrollaron y ampliaron grandes partes de la ciudad de Oruro, contribuyendo en gran medida a mejorar la infraestructura de una ciudad que había sido ignorada durante mucho tiempo por representantes anteriores. En 1970, Juan José Torres nombró a Terrazas como Director de la Asociación Histórica Militar.

## Ascenso al poder

### El banzerato y promoción a general

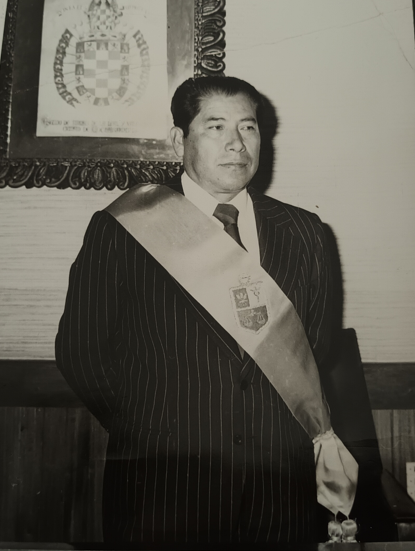
El general Terrazas en su foto oficial como Alcalde Municipal de Cochabamba.

En 1971, Hugo Banzer y un grupo de otros coroneles lanzaron un golpe de Estado que derrocó a Torres. Compañeros de curso en el Colegio Militar del Ejército, Terrazas y Banzer se conocían desde hacía mucho tiempo. Entre 1972 y 1974, Terrazas fue candidato para ascender pero fue pasado por alto en dos ocasiones. Sin embargo, sus esfuerzos tuvieron éxito ya que alcanzó el rango de general para 1974. Primero, fue ascendido a general de brigada en 1974. Más tarde, fue ascendido a general de división por Decreto Supremo emitido por el propio Banzer. Como oficial de mayor rango del Ejército Boliviano, Terrazas llevó a cabo varias misiones diplomáticas y ocupó una variedad de cargos dentro del ejército. Entre los cargos que ocupó, Terrazas se desempeñó como jefe de Estado Mayor de las Fuerzas Armadas Bolivianas e Inspector General del ejército.
También representó a Bolivia en visitas de Estado a Brasil, Argentina y Chile. Las visitas a estos países en particular probablemente se llevaron a cabo para asegurar la continuada cooperación entre los participantes del Plan Cóndor. Jorge Rafael Videla, Augusto Pinochet y Ernesto Geisel eran todos aliados importantes de su colega dictador Banzer. En conjunto, esto fue un esfuerzo para contener la propagación del comunismo o del antiamericanismo en el Cono Sur. Entrenado en contrainsurgencia y tácticas guerrilleras, el entrenamiento de comando de Terrazas fue un subproducto de la Doctrina Monroe. Por sus roles centrales en varias visitas a Brasil, Geisel otorgó la ilustre Orden del Mérito Militar Brasileño a Terrazas el 8 de marzo de 1978. 

### Alcalde Municipal de Cochabamba

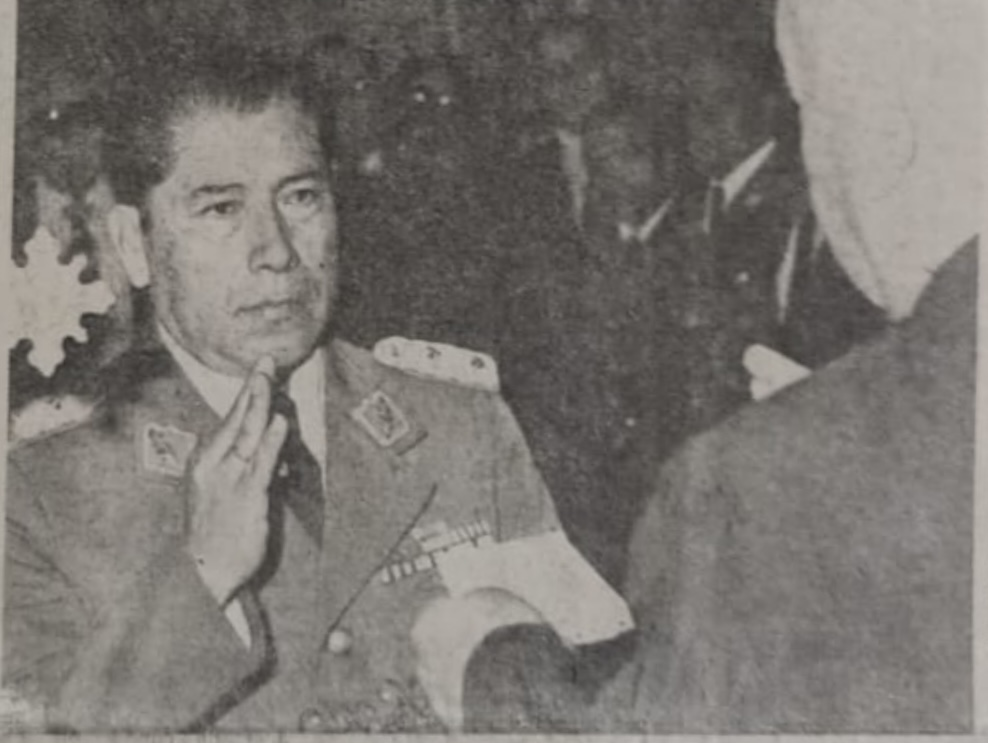
El nuevo alcalde de la ciudad general Hernán Terrazas, designado por la Junta Militar de Gobierno, presta juramento al cargo ante el presidente de la Corte Superior de Justicia, Dr. José Antonio Zegada.

Poco después de que Banzer fuera derrocado por Juan Pereda, Terrazas fue nombrado Alcalde de Cochabamba. Terrazas abogó por el desarrollo de la ciudad de Torotoro y su infraestructura mientras fue alcalde. Participar en tal actividad era común en ese momento y formaba parte de la dinámica urbano-rural proveniente del principal centro metropolitano de Cochabamba. Terrazas también redactó varios planes, durante su breve mandato, para mejorar la infraestructura urbana de la ciudad. Aunque casi no se inició ninguna construcción durante su mandato, la mayor parte de la planificación urbana de Terrazas, que tenía en cuenta la necesidad de funcionalidad y rentabilidad, fue llevada a cabo por sus sucesores. La inestable situación política del país en ese momento finalmente obligó a Terrazas a dejar el cargo. Poco después de esto, fue jubilado forzosamente junto con la mayoría de los generales que trabajaron estrechamente con Banzer. 

## Vida personal
Terrazas se casó con Beatriz de Alencar Calderón de la Barca, miembro de la ilustre familia Alencar a través de su abuelo el Barón de Alencar. También era descendiente de Bárbara de Alencar, abuela paterna del barón de Alencar y figura clave en la independencia del Brasil. El matrimonio produjo dos hijos, Adolfo (1957) y Patricia (1962). Su hija, Patricia, está casada con Rodrigo De Urioste, nieto del industrial boliviano Armando Julio Urioste Arana.

## Vida posterior y muerte
En su vejez, el general Terrazas ayudó al autor J.J. Benítez con su libro "El Hombre que susurraba a los «Ummitas»" (2007), una novela que buscaba responder la pregunta de que si existía vida extraterrestre o no.
Terrazas murió de un derrame cerebral en su casa de La Paz el 6 de noviembre de 2020, a los 93 años de edad.